# 任天令
任天令，山东省济南市人，清华大学信息科学技术学院副院长，中华人民共和国教育部长江学者特聘教授，研究方向为智能信息器件与系统。

## 生平
任天令1997年毕业于清华大学现代应用物理系，获得博士学位。2003年起任教于清华大学微电子所。

## 社会兼职
- 中国微米纳米技术学会理事
- 中国仪器仪表学会微纳器件与系统技术分会常务理事